# Pycnotheca producta
Pycnotheca producta is een hydroïdpoliep uit de familie Kirchenpaueriidae. De poliep komt uit het geslacht Pycnotheca. Pycnotheca producta werd in 1881 voor het eerst wetenschappelijk beschreven door Bale. 